# Miniopterus macrocneme
Miniopterus macrocneme (Revilliod, 1914) è un pipistrello della famiglia dei Miniotteridi diffuso nell'Ecozona orientale ed australasiana.

## Descrizione

### Dimensioni
Pipistrello di piccole dimensioni, con la lunghezza della testa e del corpo tra 42 e 63 mm, la lunghezza dell'avambraccio tra 40,6 e 49,5 mm, la lunghezza della coda tra 41 e 64 mm, la lunghezza del piede tra 7,8 e 10 mm, la lunghezza delle orecchie tra 8,6 e 13,2 mm e un peso fino a 12,5 g.

### Aspetto
Il colore generale del corpo è bruno-nerastro. La fronte è molto alta e bombata, il muso è stretto e con le narici molto piccole. Le orecchie sono corte, strette, ben separate tra loro e con l'estremità arrotondata. Il trago è rettangolare, con l'estremità arrotondata. Le ali sono attaccate posteriormente sulle caviglie. La lunga coda è inclusa completamente nell'ampio uropatagio. Il calcar è lungo e privo di carenatura.

## Biologia

### Comportamento
Si rifugia in colonie numerose all'interno di grotte calcaree secche e nei crepacci. Entra in uno stato di torpore diurno a basse temperature in luoghi oltre i 2.600 metri di altitudine

### Alimentazione
Si nutre di insetti volanti.

## Distribuzione e habitat
Questa specie è diffusa a Mangole, Isole Tanimbar, Nuova Guinea, Manus, Misima, Nuova Britannia, Nuova Irlanda, Woodlark, Kiriwina; Isole Salomone: Banika, Choiseul, Makira, Nuova Georgia; Vanuatu: Aore, Éfaté, Erromango, Malakula, Malo, Mota, Tanna; Nuova Caledonia; Isole della Lealtà: Lifou, Maré.
Vive in diversi ambienti dalle foreste di pianura ai prati subalpini fino a 3.200 metri di altitudine.

## Conservazione
La IUCN Red List, sebbene si ritenga che abbia un areale molto vasto e poiché ci sono molte difficoltà nella sua identificazione e posizione tassonomica, classifica M.macrocneme come specie con dati insufficienti (DD).